# Hypertrichose
Hypertrichose, in extreme gevallen ook wel weerwolfsyndroom, is een medische term om het aanwezig zijn van overbeharing aan te duiden. Het wordt vooral veroorzaakt door medicatie of erfelijkheid. In veel gevallen is er sprake van een bovengemiddelde haargroei die weliswaar ongewenst is, maar valt binnen de normale variatie binnen de soort Homo sapiens. Als een vrouw overbeharing vertoont in een mannelijk patroon, wordt dit hirsutisme genoemd.

## Afbeeldingen

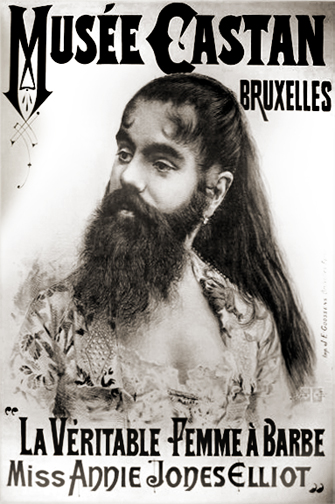
Annie Jones
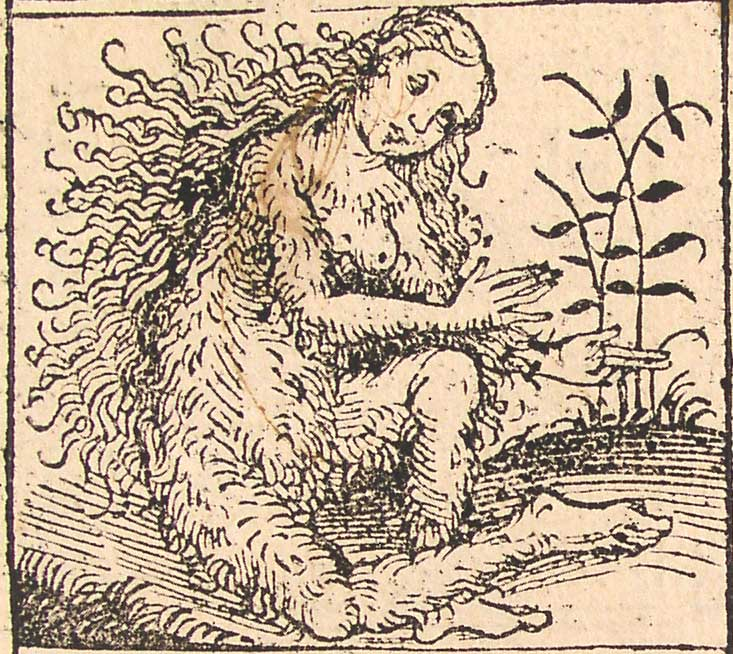
Afbeeldingen uit de Kroniek van Neurenberg
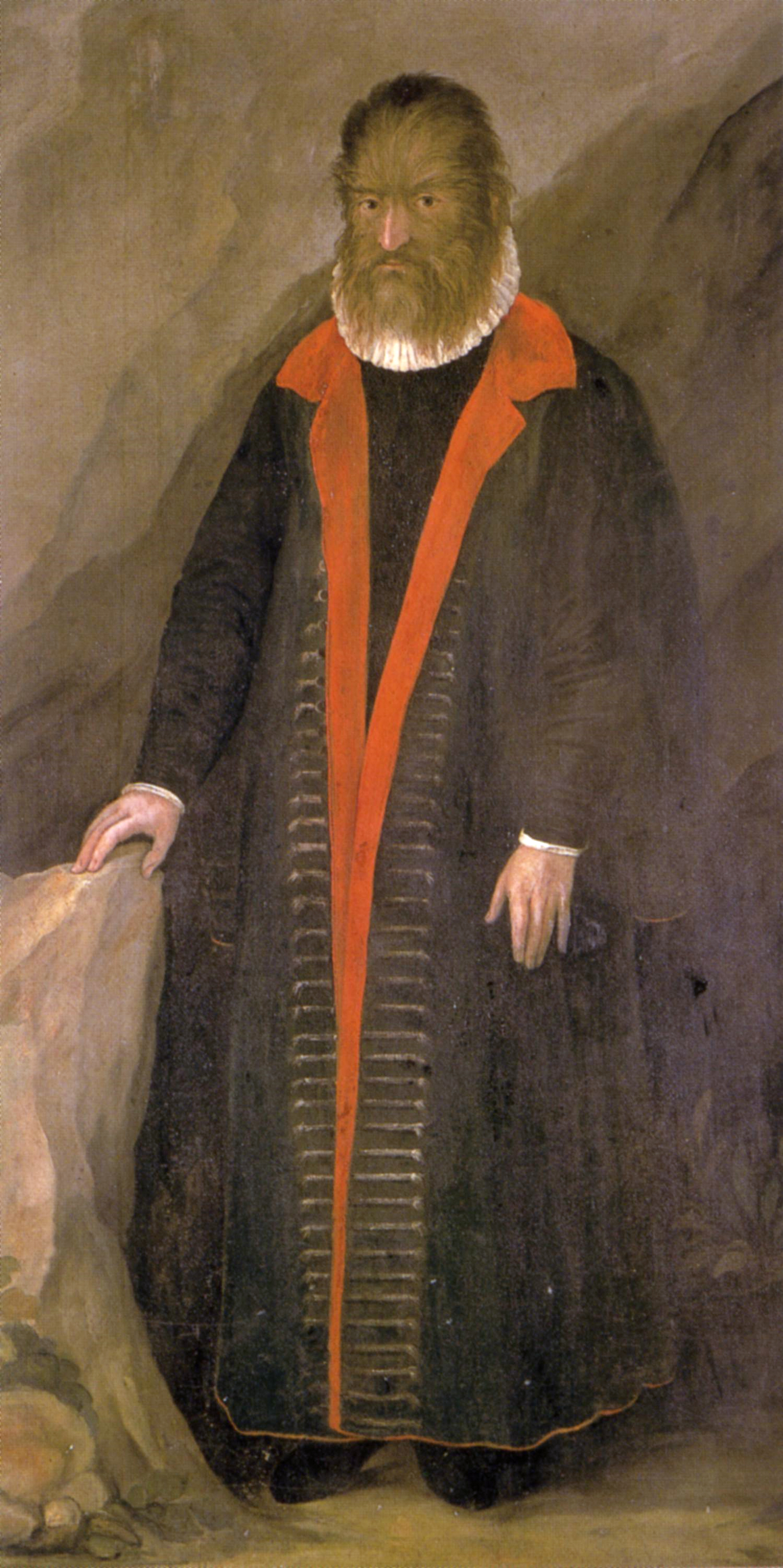
Petrus Gonsalvus (1537-1618)

## Wat is hypertrichose?
Hypertrichose is een aandoening die wordt gekenmerkt door overmatige haargroei op delen van het lichaam waar normaal gesproken geen of weinig haar aanwezig is. Het kan overal op het lichaam voorkomen, inclusief het gezicht, de borst, de rug, de armen en de benen. Hypertrichose kan zich op elke leeftijd ontwikkelen en kan zowel mannen als vrouwen treffen.

## Soorten hypertrichose
Er zijn twee soorten hypertrichose: aangeboren hypertrichose en verworven hypertrichose.
1. Aangeboren hypertrichose: dit is een zeldzame vorm van hypertrichose die bij de geboorte aanwezig is. Het wordt vaak geassocieerd met andere aangeboren afwijkingen.
2. Verworven hypertrichose: dit is de meest voorkomende vorm van hypertrichose en ontwikkelt zich later in het leven als gevolg van medicijnen, hormonale onevenwichtigheden, auto-immuunziekten of andere oorzaken, waaronder verworven hypertrichosis lanuginosa.

## Hypertrichose en hirsutisme
Hoewel hypertrichose en hirsutisme beide worden gekenmerkt door overmatige haargroei, is er een belangrijk verschil tussen de twee. Hirsutisme verwijst naar mannelijke haargroei bij vrouwen, die wordt veroorzaakt door een teveel aan mannelijke hormonen in het lichaam. Hypertrichose daarentegen verwijst naar overmatige haargroei onafhankelijk van hormonale onevenwichtigheden.